# Postkahn

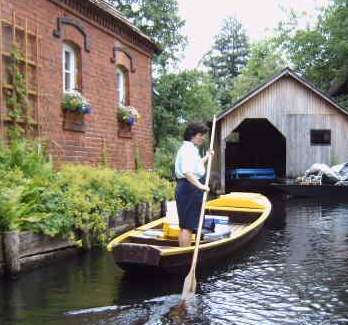
Postkahn mit Zustellerin Jutta Pudenz (2006)

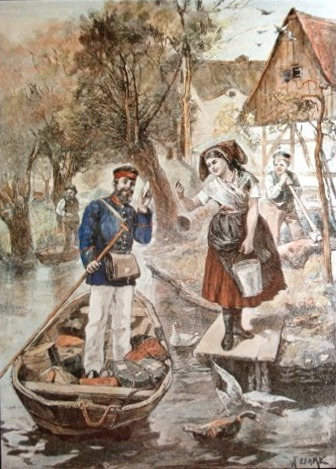
Kolorierter Holzstich nach einer Zeichnung von Werner Zehme (um 1897, 17,5×25 cm)

Der Postkahn ist seit dem Ende des 19. Jahrhunderts, spätestens 1897, ein einmaliges Postbeförderungsmittel der Deutschen Post (beziehungsweise deren Vorgängerorganisationen) in der Spreewaldgemeinde Lehde. Die Briefzustellung erfolgt hier von Frühjahr bis Herbst (April – Oktober) per Boot. In den Wintermonaten erfolgt die Zustellung an Briefkästen, die die Anwohner an der Landseite aufgestellt haben, per Postfahrrad oder Auto.
Der aktuelle Schiffskahn besteht aus Aluminium und ist in den Postfarben Gelb und Schwarz gehalten. Er ist zudem die kleinste Postbank-Filiale, darüber hinaus können bei der Zustellerin auch einige andere Postprodukte (u. a. Briefmarken) gekauft werden. Neben der Zustellung von Briefen und Paketen ist die Zustellerin auch für die Leerung der Postbriefkästen zuständig.
Da im Spreewald motorbetriebene Kähne verboten sind, erfolgt die Fortbewegung mit der Ruder-Stange (genannt Rudel). Auf der acht Kilometer langen Route fährt die Zustellerin werktäglich derzeit 80 Haushalte, 20 Sommerwohnungen und drei meist volle Briefkästen von Ausflugsgaststätten an.

## Postkahnzusteller
- 1979–1981: Frank Lehmann
- 1981–1990: Peter Meier
- 1991 bis 7. Oktober 2011: Jutta Pudenz[1][2] (Vertreter: Frank Lehmann und seit 2006 Andrea Bunar)
- seit 2. April 2012: Andrea Bunar[3][4]

## Philatelie
Die Deutsche Post hat diese außergewöhnliche Zustellungsmöglichkeit im Jahr 2005 mit der Ausgabe einer Sonderbriefmarke der Serie Post: Briefzustellung in Deutschland gewürdigt. Am 11. August 2005 erschien die Marke im Wert von 55 Eurocent. Der Entwurf stammt von Professor Dieter Ziegenfeuter aus Dortmund.
Zur Eröffnung der Spreewaldkahnzustellung gibt es einen Sonderstempel der Post.
Bereits im Jahr 1991 gab es anlässlich des Tags der Briefmarke eine Ausgabe mit einem historischen Bildmotiv.

## Andere Postfahrzeuge und Postzustellungsarten
Weitere Fahrzeuge zur Postbeförderung auf dem Wasser sind das Postschiff, das Postboot und die Postbarkasse. Andere Postfahrzeuge befinden sich in der Liste von Postfahrzeugen.
Weitere einmalige Zustellungsarten bei der Deutschen Post sind der Watt-Zusteller, der zweimal in der Woche Postsendungen von Pellworm zur Hallig Süderoog bringt, und der Gebirgszusteller mit den gelben Postskiern in den Bergen.